# حزب المؤتمر السوداني
حزب المؤتمر السوداني هو حزب سياسي في السودان تأسس في 1 يناير 1986 بقيادة رئيس القضاء الأسبق عبد المجيد امام وبعد وفاته ذهبت قيادة الحزب إلى إبراهيم الشيخ، وظل في قيادة الحزب حتى العام 2016 ثمّ خلفه المهندس عمر يوسف الدقير، يقر الحزب مبدأ فصل السلطات، وإن الانتخابات هي الوسيلة الوحيدة لانتقال السلطة، كما يقر بدور البرلمان في مراقبة الجهاز التنفيذي، وينادي بضرورة إعادة صياغة شروط التعاقد الاجتماعي للدولة السودانية والديمقراطية التعددية ولا مركزية الحكم والإدارة وينادي بتنمية الهامش والاعتراف بالتمييز الإيجابي والعلمانية، وهو حزب يستمد أفكارة من واقع الذاتية السودانية.ويطرح حزب المؤتمر السوداني مفهوم شامل للاقتصاد التعاوني باعتباره انسب الاطروحات التي تسهم في دفع عجلة الاقتصاد في البلاد، وباعتباره نابع من جذور الثقافة السودانية المتمثلة في النفير والمشاركة في حل المعضلات. يعترف بعدم التدخل في شئون الدول الأُخري ولا يسمح بالتدخل الاجنبي في الشأن الداخلي، ينشد سياسة حسن الجوار ويبني السياسة الخارجية على أساس المصالح والسيادة الوطنية.كان الحزب ضمن تحالف قوى الحرية والتغيير؛ وهو التحالف الذي قاد الاحتجاجات السودانية 2018-19، التي اسقطت نظام عمر البشير في أبريل 2019.

## خلفية تسمية الحزب
تكوّن الحزب بعد إنتفاضة 1985 التي أسقطت نظام جعفر نميري؛ تكوّن بعد تلاقي مؤتمر الطلاب المستقليين - الذي أُسس في الجامعات السودانية في العام 1977 - مع الوطنيين الاحرار أمثال عبد المجيد إمام، في 1 يناير 1986 كُوّن الحزب باسم حزب المؤتمر الوطني، ولكن بعد إستيلاء عمر البشير على السلطة بإنقلاب عسكري في 30 يونيو 1989 مع حسن الترابي، أستولوا على الاسم وأطلقوه على حزبهم الذي حكموا به الدولة، تقدّم رئيس الحزب في ذلك الوقت مولانا عبد المجيد إمام بشكوى إلى المحمكة الدستورية ولكن لم يبت فيها حتى وفاته، وبعدها شطبت القضية وأُغلق ملفها بعلّة وفاة الشاكي، رغم إن الشكوى كانت مقدمة باسم حزب المؤتمر السوداني.

## المسار السياسي
رغم أن الحزب تأسس في مطلع ١٩٨٦ ولكنه لم يخص الانتخابات في ذلك العام وهي الانتخابات التي جاءت بحكومة الصادق المهديل، لأن الحزب كان حديث النشأة يضم طلاب الجامعات والخريجين وبعض المثقفين والمستقلين الذين التفوا حوله. ولاحقا رفض الانخراط في المعارضة المسلحة التي اتفقت عليها أحزاب التجمع الوطني في بدايات عهد حكومة الرئيس البشير.
ولكن ظهر لاحقا ان حزب المؤتمر السوداني كان أكثر شراسة في معارضة حكومة الرئيس عمر البشير، ورفض دعواتها المتكررة لإجراء حوار مما عرّض رئيس الحزب إبراهيم الشيخ للاعتقال يوم 8 يونيو 2014  وجاء رد الحزب في بيان قال فيه «نؤكد مرة أخرى أننا لن نساوم ولن نهادن ولن نحاور وبيننا وبينهم الشارع السوداني الذي سيزيل بلا شك هذا النظام القمعي الفاسد».
لاحقا أصدر وزير العدل محمد بشارة دوسة قرارا بإطلاق سراح إبراهيم الشيخ، وبرر ذلك بالرغبة في إرساء دعائم السلام بالدولة، لكن زعيم حزب المؤتمر وقتها أعلن عن مقاطعته للحوار الوطني الذي دعا إليه الرئيس عمر البشير في يناير 2015 ومقاطعة الانتخابات الرئاسية في أبريل 2015.

## التطبيع مع إسرائيل
ظل أمر التطبيع مع إسرائيل مثار جدل بين الاحزاب السودانية الفاعلة في الساحة ، كما كما كان محل أخذ ورد منذ قيام مصر بتوقيع اتفاقية سلام مع إسرائيل ووقوف حكومة الرئيس السوداني الاسبق جعفر نميري 1969-1985 معها، وخطت حكومة رئيس الوزراء السابق عبد الله حمدوك - والتي شارك فيها حزب لمؤتمر السوداني - خطوات ملموسة تجاه التطبيع مع إسرائيل غير أن تلك الخطوات لم تكتمل ولكن الناظق الرسمي باسم حزب المؤتمر السوداني نور الدين بابكر صرح قائلا (مسألة التطبيع تمت مناقشتها ضمن سياق المنافع والمكاسب) و (يجب ان لا ننظر للتطبيع مع إسرائيل بحساسية في اطار الخطاب الإسلامي الذي كان مهيمنا على البلاد) 

## الأهداف
- الوحدة الوطنية
- الحداثة والتنوير
- التنمية
- القومية السودانية

## المبادئ
- الحرية

العدالة الإجتماعية:
التي تقترن بالمساواة والتكافؤ ورد الحقوق ودفع المظالم.
- الديمقراطية
- السلام
- الوحدة
- الاستقلالية:

التي تعني التفكير والعمل من موقع الحرية، حرية الفرد الناتجة من تحرره من القيود الأيديولوجية وأنماط التفكير الأحادية وأشكال الاستلاب العقائدي والفكري والثقافي 
- الدين والدولة.

يرى إن الدين شأن فردي لا علاقة له بمؤسسات الدولة، ويقر بفصل الدين من مؤسسات الدولة.

## الوسائل
الديمقراطية التعددية، النضال السلمي، التنظيم والتحالفات مع أي قوى تعبر عن روح مشروعه الرامي إلى تحقيق القومية السودانية.

## القطاعات والفرعيات
يدير الحزب نشاطاته وعمله عن طريق القطاعات المهنية التي تتمثّل في القطاع: الزراعي، التعليمي، الصحي، الهندسي، القانوني والقطاع الاقتصادي. وللحزب فرعيات في معظم مدن وأقاليم السودان، الخرطوم، الخرطوم بحري وشرق النيل، ام درمان، النيل الابيض، مدينة النهود، صقع الجمل، سودري، الولاية الشمالية، مدينة الفاشر، النيل الأزرق، نهر النيل، مدينة مدني، أم روابة، أبو زبد، نيالا، ابوزبد، الخوي، غبيش. وللحزب فرعيات في عدد من دول العالم: أمريكا، المملكة المتحدة، استراليا، فرنسا، السعودية، الامارات، قطر ومصر.

## المشاركة في حكومة حمدوك الثانية
يعتبر حزب المؤتمر السوداني أحد الأحزاب الرئيسية المكونة لتحالف الحرية والتغيير الموقع على وثيقة دستورية مع القوات المسلحة السودانية عقب الإطاحة بنظام الرئيس السوداني السابق عمر البشير، وتم بموجب تلك الوثيقة تشكيل حكومة غير حزبية على أساس كفاءات (تكنوقراط) برئاسة السيد عبد الله حمدوك رئيس الوزراء السابق في مطلع سبتمبر 2019 ولكن بعد عدة شهور تبين أن بعض القوى السياسية لم تلتزم بهذا التوجه ورشحت شخصيات حزبية بطريقة غير مباشرة. ويشرح أمين القطاعات في حزب المؤتمر السوداني محمد علي شقدي (على الرغم من ذلك، قرر حزبنا دعم الحكومة الانتقالية حتى تعبر من هذه المرحلة الحرجة التي تمر بها البلاد بخاصة في جانبها الاقتصادي. لكن في الواقع لم يكن الأداء على قدر التحدي، بل كان ضعيفاً للغاية ودون الطموح".ويضيف "على ضوء هذه المعطيات، تدارس الحزب الموقف بخاصة أن الخلافات بدأت تنشب داخل أحزاب قوى الحرية والتغيير بسبب تباين وجهات النظر حول مسار الحكومة، فقررنا المشاركة في حكومة مقبلة يشكلها حمدوك".
بحسبان أن مشاركة المؤتمر السوداني في الحكومة تنبع من أن السياسيين أقدر في التعامل مع القضايا المعقدة في المراحل الحرجة من الأكاديميين، إضافة إلى تحمل الأحزاب المشاركة مسؤولية أي إخفاق يحدث، بالتالي ستكون هناك متابعة دقيقة لبرامج وأطروحات كل قطاع ووزارة، والإسهام بإيجابية في دعم الحكومة ورفدها بالأفكار والسياسات الفاعلة.
وفي 10 فبراير 2021 ادى أدى وزراء الحكومة السودانية الجديدة القسم الدستوري، أمام رئيس مجلس السيادة الفريق أول ركن عبد الفتاح البرهان، ورئيس الوزراء الدكتورعبدالله حمدوك، ورئيسة القضاء نعمات عبد الله، لتصبح الوزارة الثانية في عمر الثورة السودانية التي نجحت في إبعاد الرئيس السابق عمر البشير في أبريل 2019. وشارك حزب المؤتمر السوداني بعدد من الحقائب الوزارية أهمها وزارة شؤون مجلس الوزراء والتي شغلها المهندس خالد عمر يوسف
وتعد هذه الحكومة هي أكثر الحكومات تنوعًا من الناحية السياسية في تاريخ السودان، حيث ضمت مكونات مختلفة يمثلون جميعَ أنحاء هذا البلد، لتمثلَ أكبرَ تحالف سياسي يشهده السودان في العصر الحديث، والذي جعل للحكومة 26 وزارةً، منها 17 من نصيب قوى الحرية والتغيير كمكون مدني، و7 للجبهة الثورية، ووزارتين للمكون العسكري في المجلس السيادي

## وصلات خارجية
- صحيفة العرب
- بي بي سي العربية